# Uzo Aduba

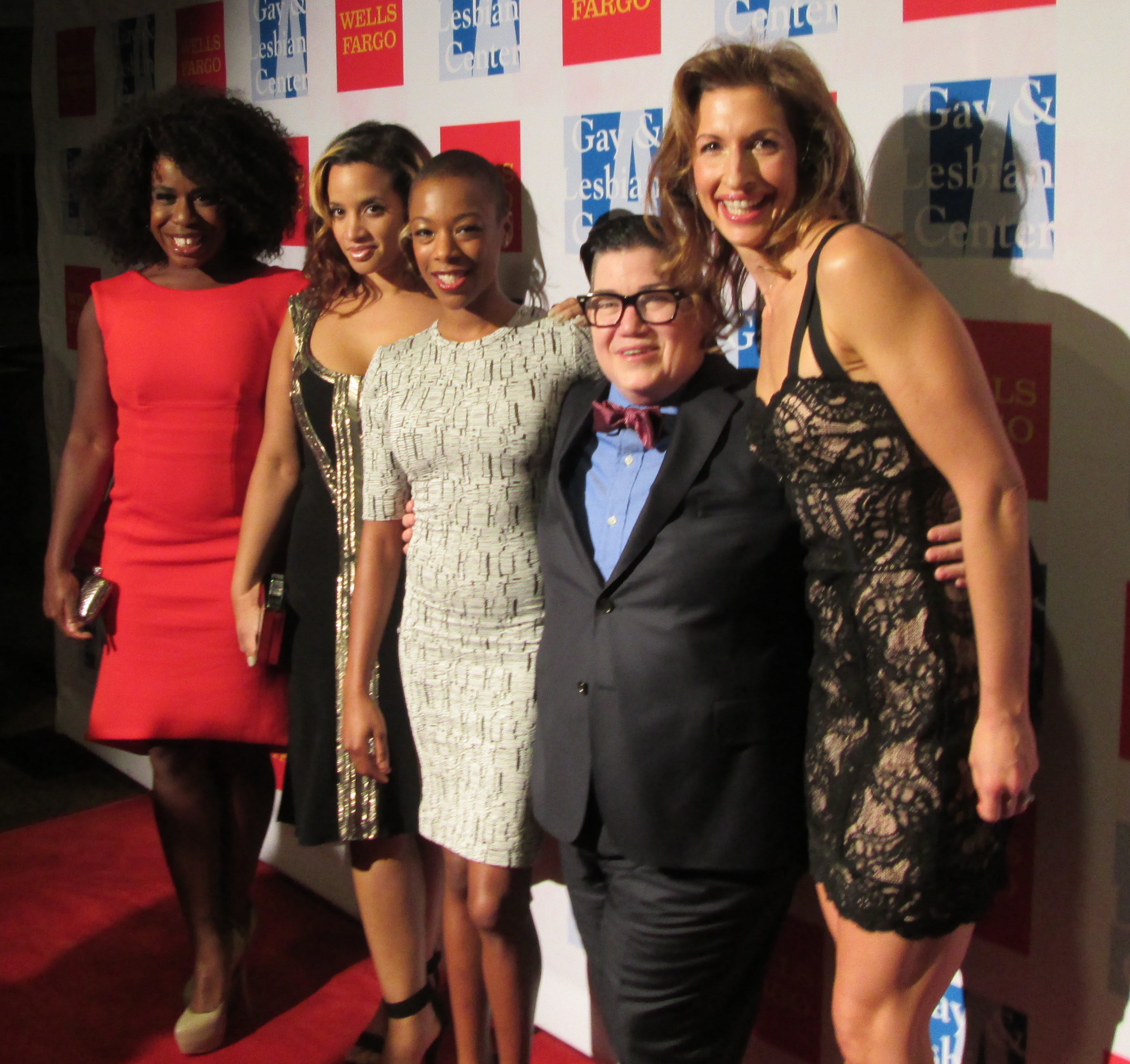
Obsada Orange Is the New Black – od lewej: Aduba, D. Polanco, S. Wiley, L. DeLaria i A. Reiner (2013)

Uzo Aduba (ur. 10 lutego 1981 w Bostonie) – amerykańska aktorka filmowa i telewizyjna. Od 2013 występowała w jednej z głównych ról w serialu Orange Is the New Black, za co otrzymała Nagrody Emmy oraz Nagrody Gildii Aktorów Ekranowych.

## Życiorys
Urodziła się 10 lutego 1981 w Bostonie jako Uzoamaka Aduba, córka imigrantów z Nigerii. Studiowała aktorstwo w Nowym Jorku, a następnie występowała na Broadwayu. Po kilku występach w filmach krótkometrażowych w 2012 pojawiła się w serialu Zaprzysiężeni.
Od 2013 występowała w roli Suzanne „Crazy Eyes” Warren w nagradzanym serialu Orange Is the New Black, od drugiego sezonu była to rola pierwszoplanowa. Kreacja szalonej więźniarki przyniosła jej liczne wyróżnienia. Była nominowana do Złotego Globu dla najlepszej aktorki drugoplanowej w serialu, miniserialu lub filmie telewizyjnym za rok 2014 i 2015. W 2014 podczas 18. ceremonii wręczenia Satelitów, była nominowana w kategorii: najlepsza aktorka drugoplanowa w serialu, miniserialu lub filmie telewizyjnym, nagrodę w tej kategorii zdobyła jej koleżanka z planu Laura Prepon – serialowa Alex Vause.
W 2015 i 2016 podczas 21. oraz 22. ceremonii wręczenia nagród Gildii Aktorów Ekranowych otrzymała nagrodę w dwóch kategoriach: wybitny występ aktorki w serialu komediowym oraz wspólnie z resztą ekipy – wybitny występ zespołu aktorskiego w serialu komediowym. Na 67. ceremonii wręczenia nagród Emmy zwyciężyła w kategorii najlepsza aktorka drugoplanowa w serialu dramatycznym.
W 2015 pojawiła się w filmie Alvin i wiewiórki: Wielka wyprawa, zaś 2016 wystąpiła jako Vicky w debiucie reżyserskim Ewana McGregora – Amerykańska sielanka. W 2017 użyczyła głosu królowej Novo w My Little Pony: Film.

## Nagrody
Wszystkie nagrody i nominacje za rolę Suzanne „Crazy Eyes” Warren w Orange Is the New Black. Łącznie zdobyła 9 nagród filmowych i 14 nominacji.

### Wygrane
- 2014 – Nagroda Gildii Aktorów Ekranowych za wybitny występ aktorki w serialu komediowym[7]
- 2014 – Nagroda Gildii Aktorów Ekranowych za wybitny występ zespołu aktorskiego w serialu komediowym dla zespołu aktorskiego Orange Is the New Black[7][8]
- 2015 – Nagroda Emmy dla najlepszej aktorki drugoplanowej w serialu dramatycznym[10]
- 2015 – Nagroda Gildii Aktorów Ekranowych za wybitny występ aktorki w serialu komediowym[9]
- 2015 – Nagroda Gildii Aktorów Ekranowych za wybitny występ zespołu aktorskiego w serialu komediowym dla zespołu aktorskiego Orange Is the New Black[9]
- 2016 – Nagroda Gildii Aktorów Ekranowych za wybitny występ zespołu aktorskiego w serialu komediowym dla zespołu aktorskiego Orange Is the New Black[13]

### Nominacje
- 2014 – Złoty Glob dla najlepszej aktorki drugoplanowej w serialu, miniserialu lub filmie telewizyjnym[4]
- 2014 – Nagroda Satelita dla najlepszej aktorki drugoplanowej w serialu, miniserialu lub filmie telewizyjnym[6]
- 2015 – Złoty Glob dla najlepszej aktorki drugoplanowej w serialu, miniserialu lub filmie telewizyjnym[4]
- 2016 – Nagroda Gildii Aktorów Ekranowych za wybitny występ aktorki w serialu komediowym[13]